# Tufino
Pour les articles homonymes, voir Tufino (homonymie).
Tufino est une commune italienne de la ville métropolitaine de Naples, dans la région Campanie.

## Administration
| Période                                  | Période | Identité | Étiquette | Qualité |
| ---------------------------------------- | ------- | -------- | --------- | ------- |
|                                          |         |          |           |         |
| Les données manquantes sont à compléter. |         |          |           |         |

### Hameaux
Schiava, Risigliano, Vignola.

### Communes limitrophes
Avella, Casamarciano, Cicciano, Comiziano, Roccarainola.

### Personnalités liées à la ville
- Vito Genovese (1897-1969), parrain de l'une des Cinq familles mafieuses de New York (famille Genovese).